# Église Saint-Florent de Strasbourg
L'église Saint-Florent est une église catholique située sur la place du même nom dans le quartier de Cronenbourg à Strasbourg.